# 埃德·米拉布
埃德·米拉布是一名柯尔克孜族领导人，在1932年的新疆天山柯尔克孜叛乱中担任领袖，後被击败。
1932年3月，叛乱的吉尔吉斯武装流窜进新疆造成严重的治安问题。6月，马绍武派遣了500名士兵与其他部队共同镇压了埃德·米拉布领导的吉尔吉斯人叛乱，囚禁包括乌斯曼·阿里（Osman Ali）在内的几位吉尔吉斯武装分子。

## 链接
1. ↑  Andrew D. W. Forbes. . Cambridge, England: CUP Archive. 1986: 241  [2010-06-28]. ISBN 0-521-25514-7. （原始内容存档于2017-10-14）.
2. ↑  Andrew D. W. Forbes. . Cambridge, England: CUP Archive. 1986: 231  [2010-06-28]. ISBN 0-521-25514-7. （原始内容存档于2017-10-14）.